# الکساندر تادووسیان
الکساندر یورایی تادووسیان (ارمنی: Ալեքսանդր Յուրայի Թադևոսյան؛ زادهٔ ۹ اوت ۱۹۸۰ در تفلیس) یک بازیکن فوتبال در پست مدافع اهل ارمنستان است.

## باشگاهی
از باشگاه‌هایی که در آن بازی کرده‌است می‌توان به پیونیک، آرارات ایروان، برق شیراز، ویتبسک، میکا و العهد اشاره کرد.

## تیم ملی
وی همچنین در تیم ملی فوتبال ارمنستان بازی کرده‌است. تادووسیان نخستین بازی ملی خود را که یک بازی دوستانه بود در تاریخ ۷ ژوئن ۲۰۰۲ در آندورا لاولا در مقابل آندورا انجام داده‌است.

### آمارهای تیم ملی
| تیم ملی فوتبال ارمنستان | تیم ملی فوتبال ارمنستان | تیم ملی فوتبال ارمنستان |
| سال                     | بازی ها                 | گل‌ها                    |
| ----------------------- | ----------------------- | ----------------------- |
| ۲۰۰۲                    | ۱                       | ۰                       |
| ۲۰۰۳                    | ۰                       | ۰                       |
| ۲۰۰۴                    | ۶                       | ۰                       |
| ۲۰۰۵                    | ۸                       | ۰                       |
| ۲۰۰۶                    | ۳                       | ۰                       |
| ۲۰۰۷                    | ۹                       | ۰                       |
| ۲۰۰۸                    | ۹                       | ۰                       |
| ۲۰۰۹                    | ۳                       | ۰                       |
| ۲۰۱۰                    | ۱                       | ۰                       |
| مجموعاً                  | ۴۰                      | ۰                       |

## افتخارات
- باشگاه فوتبال پیونیک
  - لیگ برتر فوتبال ارمنستان (۵): ۲۰۰۳, ۲۰۰۴, ۲۰۰۵, ۲۰۰۶ و ۲۰۰۷
  - جام استقلال ارمنستان: ۲۰۰۴
  - سوپر جام فوتبال ارمنستان (۳): ۲۰۰۴, ۲۰۰۵ و ۲۰۰۷
- باشگاه فوتبال میکا
  - جام استقلال ارمنستان: ۲۰۱۱